# 訟師
讼师又稱狀師，有時被貶稱為讼棍，是中國傳統社会中扮演訴訟的代理人，可說是類似於律师角色的文化人。
讼师的工作是代写訴訟用的书状（俗稱「狀紙」），书状有一定之格式。古時，一般平民多為文盲，就算懂得文字，也多半不通曉法律，故亦寫不得。如要訴訟，多靠出身科舉不得意的士人代勞。王凤生稱：“且州县判断之功在于看卷者十之七，在于听言者十之三。间有供卷不符，是则讼师之播弄乡愚，更不难一鞫而伏矣。”
春秋時代的邓析被视为讼师鼻祖，史稱其“操两可之说，设无穷之词”，“以非为是，以是为非，是非无度，可与不可日变。所欲胜因胜，所欲罪因罪”。中國歷代地方官對訟師絕無好感，並有諸法法律對其嚴加規範，如《唐律·鬪訟》规定：“诸为人作辞諜，加增其状，不如所告者，笞五十。若加增罪重，减诬告一等。”。對地方官來說，訟師的介入只會造成大量积案，讓衙门承受了巨大压力。讼师為取漁翁之利，往往刻意拖延案情，甚至“被唆之人不愿终讼而讼师迫之不使休歇，贻害两造，以供胥役之鱼肉，可恨已极”。
在士大夫的觀念中，讼师地位低下，被人轻鄙，沒有合法地位，形象大多是負面的，與今日之律師天差地遠。《清稗类钞》记载讼师杨某“阴险而多谋，凡讼事，他人所不能胜者，必出奇计胜之。”清朝的謝方樽被稱為惡訟，謝方樽僅一失意的讀書人，久試不舉於科場，為三餐考量，只好當一名訟師糊口，但最後卻成為鉅富。朝廷官員為稳定社会秩序，都會刻意打擊訟師，《大清律例》卷三十《刑律·教唆词讼》“乾隆元年定例”規定“讼师教唆词讼，为害扰民，该地方官不能查拿禁缉者，如止系失于觉察，照例严处。若明知不报，经上司访拿，将该地方官照奸棍不行查拿例，交部议处。”1907年林纾翻译了英国莫里森著的侦探小说《神枢鬼藏录》。译序文中写道：“中国无律师，但有讼师；无包探，但有隶役。讼师如蝇，隶役如狼。蝇之所经，良肉亦败；狼之所过，家畜无免！”